# Pseudoechthistatus
Pseudoechthistatus är ett släkte av skalbaggar. Pseudoechthistatus ingår i familjen långhorningar.
Kladogram enligt Catalogue of Life:
| Pseudoechthistatus | \| \| Pseudoechthistatus acutipennis \| \| \| \| \| \| Pseudoechthistatus birmanicus \| \| \| \| \| \| Pseudoechthistatus granulatus \| \| \| \| \| \| Pseudoechthistatus obliquefasciatus \| \| \| \| |
|                    | \| \| Pseudoechthistatus acutipennis \| \| \| \| \| \| Pseudoechthistatus birmanicus \| \| \| \| \| \| Pseudoechthistatus granulatus \| \| \| \| \| \| Pseudoechthistatus obliquefasciatus \| \| \| \| |
|                    | Pseudoechthistatus acutipennis |
|                    | |
|                    | Pseudoechthistatus birmanicus |
|                    | |
|                    | Pseudoechthistatus granulatus |
|                    | |
|                    | Pseudoechthistatus obliquefasciatus |
|                    | |